# 윤장선
윤장선(尹璋善, 다른 이름은 워싱턴 윤(Washington Yoon), 1920년 1월 27일 ~ 2004년 3월 25일)은 대한민국의 공무원, 외교관이다. 외무부 서기관, 주일대표부 서기관, 미국 샌프란시스코 총영사관 부영사와 총영사를 역임하였다. 만년에는 좌옹윤치호기념사업회의 일을 맡아보았다. 좌옹 윤치호의 아들이고, 정치인 겸 사회사업가 오당 윤영선의 이복 동생이며, 피아니스트 윤기선의 친형이다.

## 생애
1920년 경기도 개성부 고려정에서 좌옹 윤치호와 그의 부인 백매려의 아들로 태어났다. 정치인 윤영선은 이복 형이고, 피아니스트 윤기선은 그의 친동생이었다. 경성제1고등보통학교(지금의 서울 경기고등학교)를 졸업했다. 해방 후 1948년 8월 15일 외무부의 관료에 임용되고, 외무부 서기관을 역임했다. 이후 6.25 전쟁 무렵에는 주일대표부 서기관이 되었으며, 1952년 주미한국대사관 상항(桑港, 샌프란시스코) 총영사관 부영사(副領事)가 되었다. 그뒤 샌프란시스코 총영사관 총영사를 역임하였다.
6.25 전쟁이 발생하자 형 윤영선은 아버지 윤치호가 쓴 윤치호 일기 중 1916년 ~ 1945년치를 윤장선에게 택배로 보냈으며 이 중 1944년, 1945년분 일기는 배송 도중 유실되었다. 윤장선은 미국의 집에 아버지 윤치호의 일기를 보관하고 있다가 2000년 자신이 소장하고 있던 윤치호 일기 후반부를 국사편찬위원회에 기증하였다.
1974년 1월에는 무역회사인 주식회사 중앙무역의 이사가 되었고, 이후 미국에 건너가 생활하였다. 1984년에는 재미한인올림픽후원회 사무국장을 지냈다.
1998년 4월 3일 좌옹윤치호기념사업회에 이사로 참여하고, 윤치호기념사업회 부회장에 선출되었다. 2004년 3월 25일 캘리포니아주 로스앤젤레스 할리우드 개신교 병원(Holliwood Presbyterian Hospital)에서 사망하였다. 부인 기세순은 아나운서를 역임하였다.

## 가족 관계
- 할아버지: 윤웅렬(尹雄烈, 1840년 음력 4월 17일 - 1911년 양력 9월 22일)
- 할머니: 전주이씨(全州李氏, 이정무, 1844년 9월 27일 - 1936년 2월 12일)
  - 고모: 윤경희(尹慶姬, 1862년 - 1931년)
- 적조모: 전의이씨(全義李氏, 1838년 6월 9일 - 1907년 3월 4일)
  - 이복 고모: 해평윤씨
- 서조모: 다옥(茶玉, 윤웅렬의 기생 출신 첩)
- 서조모: 이름 미상
  - 이복 삼촌: 윤길용(1894년 - ?)
- 서조모: 김정순(金貞淳, 1879년 3월 15일 - 1959년 11월 16일)
  - 이복 삼촌: 윤치왕(尹致旺, 1895년 2월 17일 ~ 1982년 12월 21일)
  - 이복 삼촌: 윤치창(尹致昌, 1899년 3월 5일 - 1973년 10월 1일)
  - 이복 숙모: 손진실(孫眞實, 1901년 - 1990년, 다른 이름은 원미(元美)), 독립운동가 손정도의 딸, 손원일의 누이
- 아버지: 윤치호(尹致昊, 1864년 12월 26일 - 1945년 12월 9일)
- 어머니: 백매려(白梅麗, 1890년 8월 1일 - 1943년 4월 10일, 본관은 남포, 다른 이름은 백미려(白美麗), 1907년 결혼
  - 누나: 윤문희(尹文姬, 별칭은 마리(Mary), 1907년 9월 18일 - ?, 정광현(鄭光鉉, 서울대학교 법대 교수)과 결혼.)
  - 매형: 정광현(鄭光鉉, 법의학자, 호는 설송(雪松), 1902년 - 1980년 12월 7일)
    - 외조카: 정태웅(鄭泰雄, 1932년 - , 전기 기술자)
    - 외조카: 정태진(鄭泰振, 1935년 - , 내과의사)
    - 외조카: 정태성

  - 누나: 윤무희(尹武姬, 1912년 - 1914년)
  - 누나: 윤은희(尹恩姬, 1917년 11월 11일 - ?)
  - 매형: 정봉섭(鄭奉燮, 1912년 - ?, 의학박사, 산부인과 의사)
  - 누나: 윤명희(尹明姬, 1918년 2월 8일 - 2013년 10월 30일) 미국 버지니아주에서 사망 (장지: Fairfax Memorial Park, Section 6, Garden of Serenity)
  - 매형: 조인호(趙麟鎬, ? - ?)
    - 외조카: 조영숙(1940년 - )

  - 동생: 윤기선(尹琦善, 1921년 10월 22일 ~ 2013년 7월 27일) 미국에서 피아니스트 활동, 슬하 2녀
  - 제수: 이순복([4] ? - )
  - 동생: 윤정선(尹挺善, 요셉[5] 1928년 5월 24일 - 2008년 3월 4일)
  - 제수: 김영주[4], 이승만 대통령의 주치의 김승현(金承鉉)의 둘째 딸[6]
  - 여동생: 윤보희(尹寶姬, 1923년 10월 19일 - , 음악가, 이화여자대학교 음대 교수)
  - 매제: 현영학(玄永學, 1921년 - 2004년 1월 14일)
  - 여동생: 윤영희(尹瑛姬, 1926년 3월 5일 - , 미국 거주)
  - 매제: 휘스넌트(Whisnant, 미국인)
  - 여동생: 윤정희
- 부인: 기세순([4] 奇世順, 1922년 9월 17일 - 2007년 9월 28일[7]), 본관은 행주, 기정섭(奇正燮)의 딸
  - 딸: 윤은경
  - 딸: 윤희경(尹喜卿)
  - 딸: 윤인경(尹仁卿), 윤장선의 셋째 딸
  - 딸: 윤미경(尹美卿)
  - 아들: 윤원구(尹元求,[8], 1954년 ~ )
  - 딸: 윤효진(尹孝珍, 1958년 3월 6일 - ), 대한민국 국가대표 피겨스케이트 선수
  - 아들: 윤호구(尹浩求, 1963년 ~ )
- 후처: 김오현(金梧鉉, 1926년 3월 1일 - ), 본관은 경주, 김기곤(金基坤)의 딸
- 어머니: 마애방(馬愛芳, 1871년 2월 19일 - 1905년 2월 14일, 중국 사람, 다른 이름은 윤애방(尹愛芳). 아버지 윤치호의 본처)
  - 이복 형: 윤영선(尹永善, 알렌(Allen[5]) 1896년 12월 25일 - 1988년 2월 6일) 제3대 농림부장관
  - 이복 형수: 민연희(閔連嬉, 1895년 3월 27일 - 1950년 7월 20일, 민씨 척족인 민유식(閔裕植)의 딸)
    - 조카: 윤영구(尹英求, 1923년 9월 17일 - 1991년 3월 8일)
    - 조카며느리: 한경복(韓慶福, ? - )
      - 종손녀: 윤순명(尹旬明, )
      - 종손녀서: 방상훈(方相勳, 1948. 2. 6~ 조선일보 사장 역임)
      - 종손녀: 윤재명(尹在明,)
      - 종손녀서: 신희철(申熙澈 1947.05.16, 서울대학교 의과대학 재직)
      - 종손녀: 윤서명(尹瑞明, 미국거주)
      - 종손녀: 윤영(尹瑛)
      - 종손녀서: 송기섭(宋棋燮)

    - 조카: 윤승구(尹勝求, 1924년 - )
    - 조카며느리: 김정옥(金貞玉[9], 독립운동가 겸 교육자 김명신의 딸)
    - 조카: 윤용구(尹容求, 공무원, 서울특별시청 총무과에 근무하였음)
    - 조카며느리: 이름 미상

  - 이복 형수: 김명주(金明珠, 1906년 5월 20일 ~ 1981년 7월 25일) - 형 윤영선의 후처
  - 이복 형: 윤봉성(尹鳳成, 요절)
  - 이복 형: 윤광선(尹光善, 샌들러(Candller[5]), 1898년 11월 17일 - ?) 6·25 전쟁 중 납북, 남궁억의 사위.
  - 이복 형수: 남궁자경[4], 한국의 독립운동가 남궁억의 딸(1896년 - ?)
    - 조카: 윤용구(尹龍求, 1919년 - ?)
    - 조카: 윤정구(尹鼎求, 1927년 - , 기업인·고려원양(주) 전무 역임)
      - 종손: 윤도영

    - 조카: 윤명구(尹明求, 1930년 - ?)
    - 조카딸: 윤자희
    - 조카사위: 김명호(? - ?), 북한 개성시장위원회 부위원장[10], 개성시 인민위원장 역임[10]
    - 조카딸: 윤정희
    - 조카사위: 채동규(蔡東圭, 1917년 11월 23일 ~ 2003년 12월 18일[11], 서울대학교 약학대학 제2대 학장, 대한약학회 회장 역임
    - 조카딸: 윤성희(1929년 - )
    - 조카사위: 원석연(元錫淵, 1922년 - 2003년 11월 5일, 화가)

  - 이복 누나: 윤봉희(尹鳳姬, 로나(Launa[5]), 1894년 12월 31일 - ?) - 김긍선과 결혼. 경기도 개성에서 살았음
  - 이복 매부: 김긍선(金兢善, ? - ?, 소학교 훈도 역임)
  - 이복 누나: 윤용희(尹龍姬, 헬렌(Helen[5]), 1903년 - ? )
  - 이복 매부: 백OO
    - 외조카: 백연숙

## 같이 보기
- 윤치호
- 윤영선
- 윤보선
- 정광현
- 윤기선
- 원석연
- 윤치영
- 현시학
- 장면
- 윤치창
- 정일권

## 참조
1. ↑  매일경제 1974년 1월 24일자 4면, 경제면
2. ↑  〈초읽기 올림픽 개막 앞으로 4일, 교민들 "하나로 뭉칠 좋은 기회"〉, 동아일보 1984년 7월 25일자 3면, 사회면
3. ↑  [부음] 張善暎 예비역육군중령 별세 外 조선일보
4. 1 2 3 4  윤치호, 《윤치호 일기:1916-1943》 (윤치호 지음, 김상태 역, 역사비평사, 2001) 635페이지
5. 1 2 3 4 5  윤치호, 《윤치호 일기:1916-1943》 (윤치호 지음, 김상태 역, 역사비평사, 2001) 636페이지
6. ↑  오현주, 《성공하나 아픔은 아홉》 (출판사 금토, 1996) 118페이지
7. ↑  미국 캘리포니아 LA에서 사망
8. ↑  [부고] 金世容 전 안성상공회의소 회장 별세 外[깨진 링크(과거 내용 찾기)] 중앙일보 2004.03.29
9. ↑  서울대학교 음대 제1회 졸업생
10. 1 2  송경록, 《북한 향토사학자가 쓴 개성이야기》 (도서출판 푸른숲, 2000) 276페이지
11. ↑  “1등 인터넷뉴스 조선닷컴”. 2012년 1월 18일에 원본 문서에서 보존된 문서. 2012년 12월 17일에 확인함.